# Bluffton
Bluffton település az Amerikai Egyesült Államok Indiana államában, Wells megyében, melynek megyeszékhelye is. Lakosainak száma 10 308 fő (2020. április 1.).

## Népesség
A település népességének változása:

| 2010 | 9 897  |
| 2020 | 10 308 |